# Morvillers

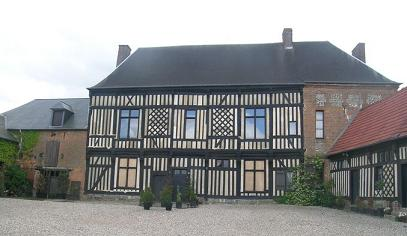
Landhuis

Morvillers is een gemeente in het Franse departement Oise (regio Hauts-de-France) en telt 399 inwoners (1999). De plaats maakt deel uit van het arrondissement Beauvais.

## Geografie
De oppervlakte van Morvillers bedraagt 5,1 km², de bevolkingsdichtheid is 78,2 inwoners per km².
De onderstaande kaart toont de ligging van Morvillers met de belangrijkste infrastructuur en aangrenzende gemeenten.

## Demografie
Onderstaande figuur toont het verloop van het inwonertal (bron: INSEE-tellingen).